# Osserain-Rivareyte
Osserain-Rivareyte – miejscowość i gmina we Francji, w regionie Nowa Akwitania, w departamencie Pireneje Atlantyckie.
Według danych na rok 1990 gminę zamieszkiwało 266 osób, a gęstość zaludnienia wynosiła 41 osób/km² (wśród 2290 gmin Akwitanii Osserain-Rivareyte plasuje się na 913. miejscu pod względem liczby ludności, natomiast pod względem powierzchni na miejscu 1320.).